# Rychnov u Jablonce nad Nisou
Rychnov u Jablonce nad Nisou (německy Reichenau bei Gablonz) je město v okrese Jablonec nad Nisou v Libereckém kraji. Nachází se na horním toku říčky Mohelky, asi čtyři kilometry jihozápadně od Jablonce nad Nisou. Včetně části Pelíkovice ve městě žije přibližně 2 900 obyvatel.

## Historie
První písemná zmínka o vsi z 25. ledna 1361 se nachází v první knize konfirmační pražského arcibiskupství. Osadu založili nejspíše ve 13. století cisterciáci z Mnichova Hradiště ve svém lesním revíru. Rychnov byl do konce 17. století výlučně zemědělskou obcí. Chudé výnosy podhorského kraje však obyvatelstvo nutily hledat způsoby dalšího výdělku. Počátkem 18. století se zde rozšířilo domácí předení a tkaní lnu. V době, kdy domácí výrobu vytlačila produkce textilních továren, zřídil zde rychnovský občan Johann Schöffel manufakturu na výrobu dóz z tvrzeného papíru, tzv. papirmaše. Tyto rychnovské lakované dózy se staly známým obchodním artiklem a poskytly Rychnovu mnoho pracovních příležitostí. Zdobení jejich povrchu romantickými miniaturami pak dalo vzniknout rychnovské malířské škole, která se po úpadku výroby dóz na sklonku 19. století věnovala průmyslové výrobě kopií slavných obrazů pro církevní i světské účely. Rychnovská škola, která ze svých řad vydala i známé umělce, se stala základem jablonecké uměleckoprůmyslové školy.
V roce 1856 proťala rychnovskou kotlinu železniční trať, jejíž viadukt dal obci novou tvář. Rychnovská stanice na trati Pardubice–Liberec zajišťovala spojení celého Jablonecka se světem. I díky ní nastal koncem 19. století bouřlivý rozvoj jablonecké skleněné bižuterie, který přinesl bohatství i Rychnovu.
Na přelomu století se v Rychnově začaly stavět výstavné exportní domy a nová zástavba nabyla poněkud městského charakteru. V roce 1895 obdržela obec statut městysu s právem konání čtyř výročních trhů ročně. V roce 1911 pak byla povýšena na město. Znak, který obec dostala při povýšení na městys, je heraldickou kuriozitou. Namísto řeči heraldických symbolů nakreslil malíř na císařský dekret romantický obrázek údolní nivy bohatě porostlé křovinami, které dominuje kostel, v pozadí s horou Ještěd a v popředí s laní pijící z potoka.
Na počátku první světové války byla v Rychnově postavena továrna na výrobu galalitového zboží, patřící svým založením mezi technické kuriozity. Budova má základy ve velmi obtížném terénu rašelinové bažiny v hloubce asi sedmi metrů protkané sítí odvodňovacích kanálů. Část stavby spočívá na dřevěných pilotech (tovární komín na 75). Firma Haasis, která stavbu financovala, záhy zkrachovala. Poté byla stavba velmi málo využívána a teprve v roce 1938 skupina německých podnikatelů umístila do tohoto areálu výrobu zaměřovacích přístrojů pro válečné účely. V době druhé světové války dodával továrně pracovní síly také zdejší tábor pro politické vězně, z něhož se v roce 1944 stala pobočka koncentračního tábora Gross-Rosen. V roce 1945 zažil Rychnov razantní zlom, neboť leží na bývalé jazykové hranici. Obyvatelstvo města, do roku 1918 prakticky výlučně německé, bylo ve většině deportováno do Německa. Vzhledem k poloze na hlavní železniční trati se shromaždištěm pro deportace nejen rychnovských, ale všech jabloneckých Němců, stal právě bývalý koncentrační tábor.
Vylidnění Rychnova po válce a zejména pak zestátnění soukromého vlastnictví v letech socialismu mělo za následek velký úpadek obce. Přes sto domů bylo zbouráno a většina státních objektů byla velmi špatně udržována. Necitlivé zásahy secesní a klasicistní vzhled architektury narušily, přesto tu lze dodnes nalézt několik skvostů stavitelského umění z počátku 20. století.

## Obyvatelstvo
| Rok            | 1869  | 1880  | 1890  | 1900  | 1910  | 1921  | 1930  | 1950  | 1961  | 1970  | 1980  | 1991  | 2001  | 2011  | 2021  |
| -------------- | ----- | ----- | ----- | ----- | ----- | ----- | ----- | ----- | ----- | ----- | ----- | ----- | ----- | ----- | ----- |
| Počet obyvatel | 2 588 | 2 621 | 3 042 | 3 384 | 3 234 | 2 771 | 3 320 | 1 763 | 1 919 | 1 881 | 1 933 | 1 801 | 1 983 | 1 983 | 2 671 |
| Počet domů     | 394   | 411   | 450   | 491   | 486   | 508   | 587   | 546   | 422   | 374   | 366   | 415   | 461   | 548   | 548   |

## Části města
- Rychnov u Jablonce nad Nisou (v tom základní sídelní jednotka Dolní Dobrá Voda a Košovy)
- Pelíkovice (v tom základní sídelní jednotka ZSJ Rydvaltice)

Osady a samoty:
- Rydvaltice
- Košovy
- Dolní Dobrá Voda
- Hájek
- Dolní Rychnov
- Svatý Kříž
- Liščí Jáma
- Zálesí

Osady zaniklé po roce 1945:
- Ještřabí
- Štěrbovina (někdy též Štěrbovna)

## Doprava
Město leží na železniční trati Pardubice–Liberec a při silnici I/65 spojující Jablonec nad Nisou se silnicí I/35 mezi Turnovem a Libercem. Ve stanici Rychnov u Jablonce nad Nisou zastavují jak rychlíky R14A, tak spěšné a osobní vlaky L3 mezi Libercem, Turnovem, Semily, Jaroměří a Pardubicemi.
Spojení rychnovského nádraží s Jabloncem nad Nisou zajišťuje páteřní autobusová linka jablonecké městské hromadné dopravy 101. Linka z Jablonce pokračuje do horských středisek Janov nad Nisou a Bedřichov. V době zvýšené poptávky, zejména ve špičkách pracovních dnů, je linka 101 doplněna linkami 115 a 150, které zajíždějí též do sousedních Hodkovic nad Mohelkou.
Spojení s Prahou zajišťují autobusy linky 900 Rokytnice nad Jizerou - Praha zastavující při silnici I/65 na zastávce "hlavní silnice". Doba jízdy většiny spojů z Rychnova na Černý Most je 62 minut. Pro dopravu zaměstnanců na směny zastavuje na stejnojmenné zastávce též linka 750 Tanvald - Mladá Boleslav a do krajského města jezdí i linka 159. 
Část Dolní Dobrá Voda obsluhují autobusy linek 115 a 150 ze zastávky "odbočka Dobrá Voda", která už se ovšem nachází mimo katastrální území města.

## Pamětihodnosti
- Kostel svatého Václava, postaven v letech 1704–1712
- Vězeňský tábor – pietní prostor s pomníkem
- Socha svatého Jana Nepomuckého u školy
- Pomník obětem koncentračního tábora – v parku nad nádražím
- Kamenný klenutý železniční most, postaven 1856 až 1859
- Pomník obětem obou světových válek a násilí ve 20. století před kostelem
- Morový sloup svatého Prokopa 1702, nejstarší rychnovská památka na křižovatce ulic Smetanovy a Na Zálesí
- Přes Rychnov vede trasa Naučné stezky manželů Scheybalových.